# Facet (nie)potrzebny od zaraz
Facet (nie)potrzebny od zaraz – polski komediodramat z 2014 roku w reżyserii Weroniki Migoń.
Okres zdjęciowy trwał od 23 sierpnia do 28 października 2013 roku. Zdjęcia do filmu powstały w Warszawie, Tel Awiwie i Jerozolimie.

## Obsada
- Katarzyna Maciąg jako Zosia
- Joanna Kulig jako Patrycja
- Krzysztof Globisz jako ojciec
- Łukasz Garlicki jako Piotr
- Paweł Małaszyński jako Ksawery
- Bartosz Porczyk jako Tomek
- Marcel Sabat jako „Łysy”
- Maciej Stuhr jako Michał
- Czesław Mozil jako Janek
- Anna Czartoryska-Niemczycka jako Anna
- Michał Żebrowski jako Lekarz
- Grażyna Błęcka-Kolska jako ciocia Emilia
- Anna Grycewicz jako Karolina
- Jowita Budnik jako pielęgniarka
- Daniel Guzdek jako „Inteligencik”
- Małgorzata Buczkowska-Szlenkier jako Joanna – żona Michała
- Delfina Wilkońska jako dziewczyna w szafie
- Joanna Fertacz jako wróżka na Polu Mokotowskim
- Sebastian Łach jako ojciec na placu zabaw
- Etgar Keret
- Iwona Katarzyna Pawlak jako starsza hrabina
- Marcel Borowiec jako Felek

i inni.